# Mancomunidad de San Marcos
La Mancomunidad de San Marcos es la agrupación de municipios que gestiona los residuos domicilarios de la Comarca de San Sebastián, en la provincia de Guipúzcoa, País Vasco, España.

## Funciones
Sus funciones más importantes son: la recogida selectiva y el tratamiento de residuos y la gestión de los vertederos de San Marcos, Aizmendi y de la Planta de Clasificación de Envases de Urnieta, así como llevar a cabo campañas de sensibilización y concienciación ciudadanas.

## Municipios
La Mancomunidad de San Marcos está formada por los municipios de: San Sebastián, Rentería, Pasajes, Oyarzun, Lezo, Astigarraga, Lasarte-Oria, Usúrbil, Urnieta y Hernani, agrupando un total de 305.481 habitantes.